# Gerhard Körner
Gerhard Körner (n. 20 septembrie 1941, Zwickau, Q1485958⁠(d), Germania Nazistă) este un fotbalist ce a reprezentat Republica Democrată Germană, medaliat olimpic. A participat la o ediție a Jocurilor Olimpice (1964) în care a câștigat o medalie de bronz.

## Participări
Lista de mai jos prezintă principalele competiții la care a participat Gerhard Körner de-a lungul carierei.
- football at the 1964 Summer Olympics[*]